# Iaremkiv, Horodok
Iaremkiv (în ucraineană Яремків) este un sat în comuna Vîșnea din raionul Horodok, regiunea Liov, Ucraina.

## Demografie
Componența lingvistică a localității Iaremkiv
     Ucraineană (100%)
Conform recensământului din 2001, toată populația localității Iaremkiv era vorbitoare de ucraineană (100%).